# Novomoskovsk (Russie)
Pour les articles homonymes, voir Novomoskovsk.
Novomoskovsk (en russe : Новомосковск, c'est-à-dire « Nouvelle Moscou ») est une ville de l'oblast de Toula, en Russie, et le centre administratif du raïon de Novomoskovsk. Sa population s'élevait à 121 674 habitants en 2021.

## Géographie
Novomoskovsk est située à 48 km au sud-est de Toula et à 198 km au sud-sud-est de Moscou.

## Histoire
La ville est née au XVIIIe siècle avec la construction d'un manoir par la famille des comtes de Bobrinski. Elle commença à s'industrialiser à la fin du XIXe siècle. Pendant la période soviétique, la ville a continué à se développer comme centre d'extraction de charbon, puis grâce à la construction d'un important complexe chimique. La ville s'est appelée successivement Bobriki (Бо́брики) jusqu'en 1934, puis Stalinogorsk (Сталиного́рск) de 1934 à 1961. Novomoskovsk a reçu l’ordre du Drapeau rouge du travail le 14 janvier 1971. Le 24 octobre 2008, Nomoskovsk annexe la ville de Sokolniki, qui en constitue désormais un quartier (mikroraïon).

## Population
Recensements ou estimations de la population
| 1926* | 1939*  | 1959*   | 1970*   | 1979*   | 1989*   |
| ----- | ------ | ------- | ------- | ------- | ------- |
| 1 477 | 76 186 | 107 856 | 133 892 | 146 807 | 146 302 |

| 2002*   | 2010*   | 2013    | 2014    | 2015    | 2016    |
| ------- | ------- | ------- | ------- | ------- | ------- |
| 134 081 | 131 386 | 128 902 | 127 984 | 127 214 | 126 479 |

| 2017    | 2018    | 2019    | 2020    | 2021    | - |
| ------- | ------- | ------- | ------- | ------- | - |
| 125 647 | 124 787 | 123 211 | 122 306 | 121 674 | - |

## Galerie

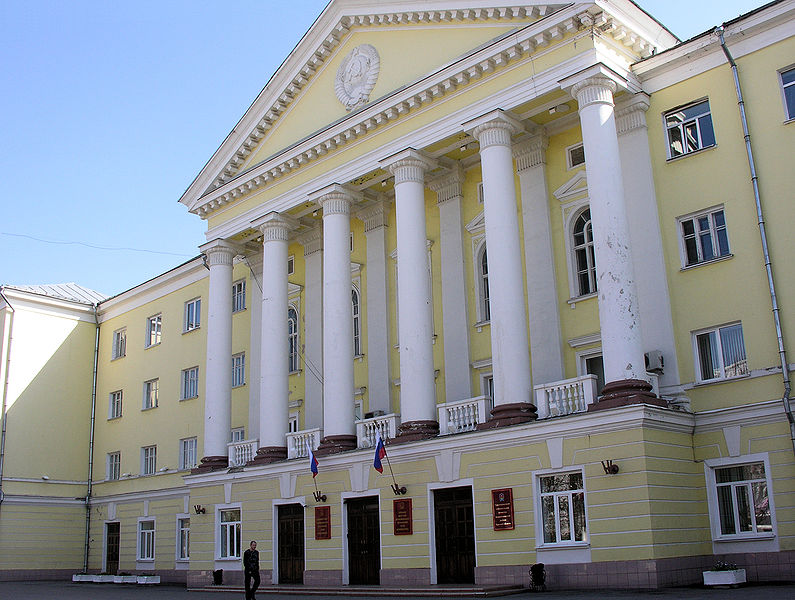
Novomoskovsk : hôtel de ville.
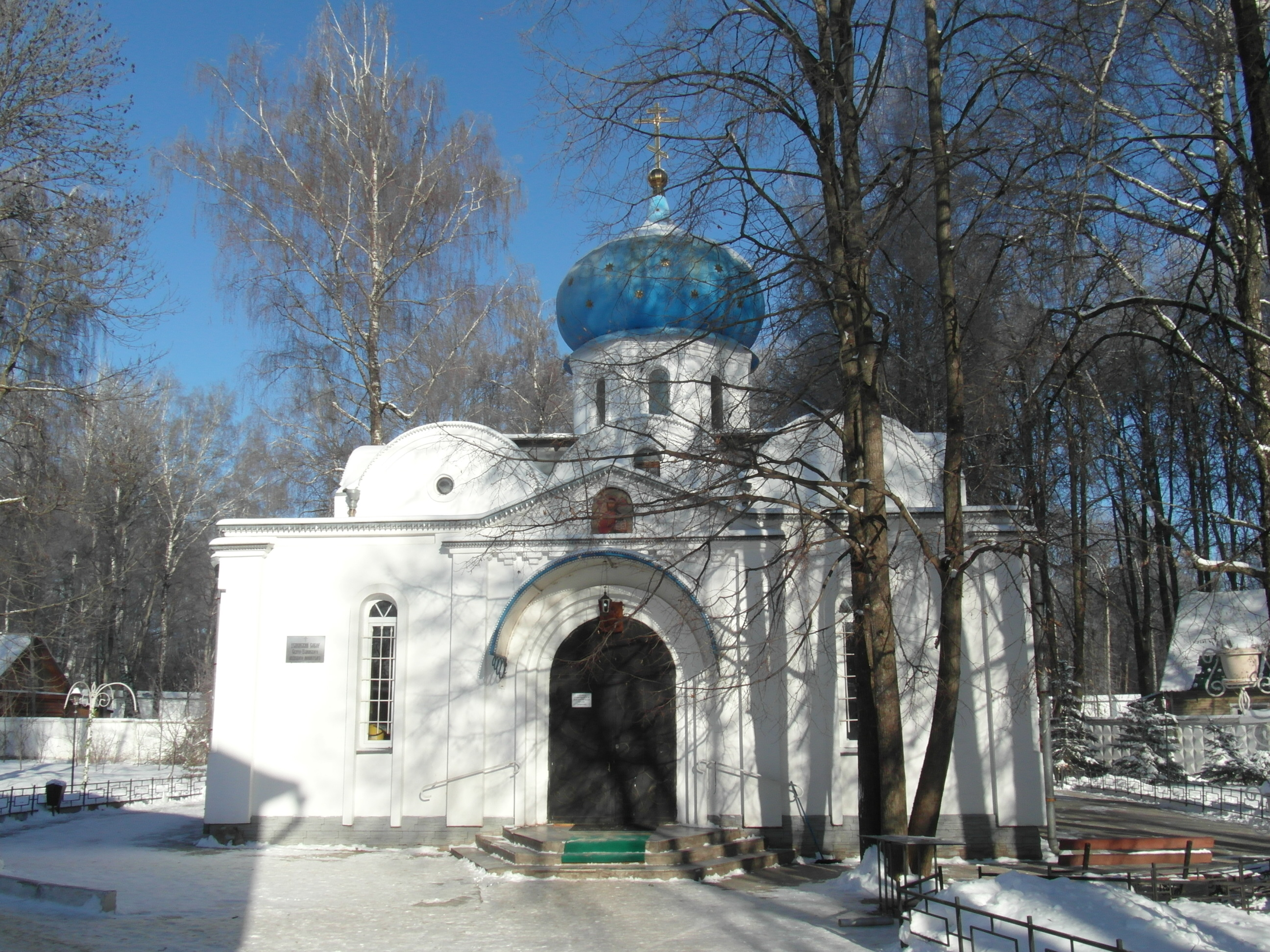
Monastère de l'Assomption.

## Économie
L'activité économique de Novomoskovsk est toujours dominée par l'industrie chimique, dont les deux principaux établissements se trouvent au nord de la ville :
- OAO Azot (ОАО "Азот"), filiale du groupe russe EuroChem (Еврохим) : engrais minéraux, ammoniac, produits de synthèse organique, chlore, soude caustique, acide nitrique, méthanol ; 8 500 salariés[3].
- OOO Procter & Gamble - Novomoskovsk (anciennement Novomoskovsbytkhim – Новомосковскбытхим) : rachetée et développée par la firme américaine Procter & Gamble, cette usine, qui emploie 1 800 salariés, est le premier fabricant de détergent de Russie[4].

## Personnalités liées à la commune
- Irina Sebrova (1914-2000), Héroïne de l'Union soviétique.
- Valeriy Rezantsev (1948-), lutteur, double champion olympique.
- Shaman (1991-), auteur-compositeur-interprète russe.

## Sport
- FK Khimik Novomoskovsk, club de football fondé en 1954 et évoluant en troisième division russe.